# Evangelisches Krankenhaus Wien

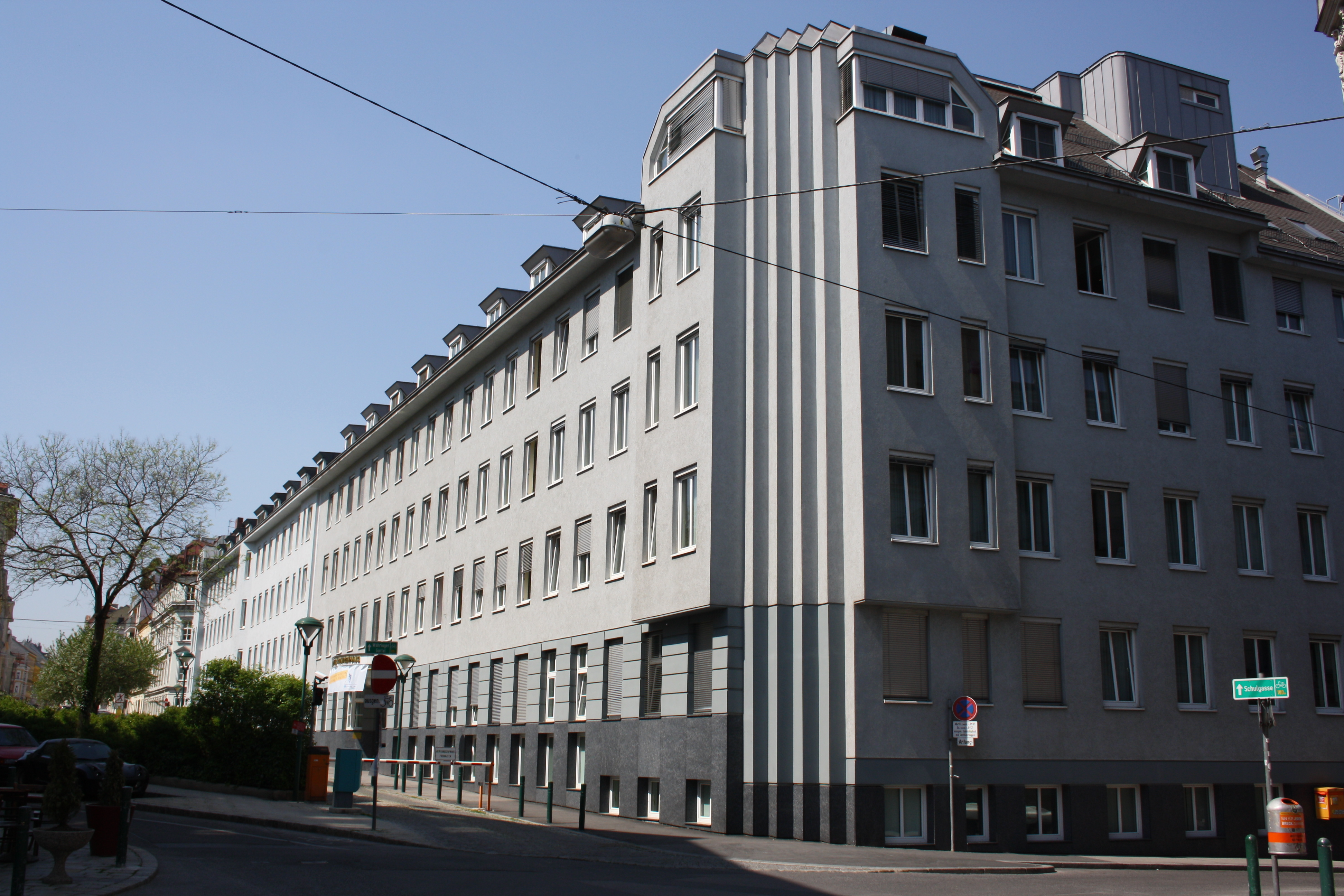
Evangelisches Krankenhaus Wien

Das Evangelische Krankenhaus Wien (namentlich Krankenanstalt Evangelisches Krankenhaus Wien, kurz EKH Wien) ist ein Krankenhaus der Regelversorgung im 18. Wiener Gemeindebezirk Währing. Es verfügt über 268 systemisierte Betten und 16 Funktionsbetten. Jährlich werden rund 15.000 Patienten versorgt.

## Geschichte
Das Haus wurde 1899 als gemeinnützige evangelische Institution gegründet, und 1901 unter dem Namen Diakonissenkrankenhaus in Betrieb genommen. Trägerorganisation war der Verein für die evangelische Diakonissensache, später Evangelischer Verein für Innere Mission genannt, der Vorläufer der heutigen Diakonie Österreich – erst 40 Jahre vorher, mit dem Protestantenpatent von 1861 waren die Evangelischen Österreichs dem Katholizismus gesetzlich gleichgestellt worden. Danach folgten noch Gründungen der Diakonissen in Linz 1906, Salzburg 1935 und im Zweiten Weltkrieg in Schladming, alle bis heute Privatkliniken.
1947 wurde eine ausgelagerte Abteilung mit der Bezeichnung Evangelisches Krankenhaus Wien-Alsergrund am Standort Rossauer Lände, Wien-Alsergrund, eingerichtet. Mit 1959 wurde die Gleichwertigkeit zu den öffentlichen Krankenanstalten festgestellt.
Bis in die 1970er Jahre war das Haus veraltet. Das neue Evangelische Krankenhaus Wien-Währing wurde errichtet und nach einer Bauzeit von 20 Monaten am 20. Februar 1991 durch Helmut Zilk, den damaligen Bürgermeister der Stadt Wien, eröffnet. 2000 wurde ein neuer Bettentrakt in Betrieb genommen, der zum 100-jährigen Jubiläum der Anstalt von Superintendent Werner Horn und Weihbischof Helmut Krätzl geweiht wurde.
2003 wurde als Rechtsträger die Evangelisches Krankenhaus Wien gemeinnützige Betriebsges. m.b.H. eingerichtet.
Der Künstler Kurt Kramer gestaltete die Kapelle, den Gemeindesaal und eine Fassade des Gebäudes. Die Gedanken zur Entstehung der dargestellten sakralen Werke wurden 2005 im Buch Leib und Seele veröffentlicht.

## Fachabteilungen und Einrichtungen
Das Krankenhaus ist ein kombiniertes Abteilungs- und Belegspital, gegliedert in acht medizinische Fachabteilungen.
Folgende Fachabteilungen finden sich am Evangelischen Krankenhaus Wien:
- Innere Medizin
- Chirurgie
- Orthopädie
- Neurologie
- Bildgebende Diagnostik
- Labormedizin
- Anästhesie und Intensivmedizin
- Physikalische Medizin

Ärztlicher Leiter ist Peter Peichl, Pflegedirektorin Michaela Klug,  Verwaltungsdirektor Christian Gattringer und Geschäftsführer  Michael Entleitner.
Die technische Ausstattung und das Leistungsspektrum entspricht dem Ausmaß eines Schwerpunktkrankenhauses. Besondere Leistung erbringt das Krankenhaus etwa auf dem Sektor Brustkrebsabklärung, Knieprothesenimplantation, oder Kryochirurgie.
Seit 1992 setzt das Krankenhaus auf ein in Österreich innovatives Fördervereins-Mitgliedsrechte-Modell (Verein Freunde des Evangelischen Krankenhauses) auch in enger Zusammenarbeit mit der Johanniter-Unfall-Hilfe in Österreich der Diakonie.
Das Krankenhaus ist auch als Famulatureinrichtung der Medizinischen Universität Wien (MUW) anerkannt.

## Ausstattung
Das Evangelische Krankenhaus verfügt über eine Kapelle, eine Cafeteria, einen hauseigenen Kindergarten, einen Friseursalon und einen Gemeindesaal.
Patienten verbringen ihren Aufenthalt in Drei-, Zwei- oder Einbettzimmern. Die Zimmer sind mit Badezimmern, Kühlschränken, Fernsehern und Tresoren ausgestattet.